# Cetatea Hisarlâc
Cetatea Hisarlâc este un sit arheologic aflat pe teritoriul satului Cetatea, comuna Dobromir. În Repertoriul Arheologic Național, monumentul apare cu codul 61755.01.
Ansamblul este format din două monumente:
- Cetatea Hisarlâc (cod LMI CT-I-m-A-02621.01)
- Așezare (cod LMI CT-I-m-A-02621.02)